# Condado de Goricia

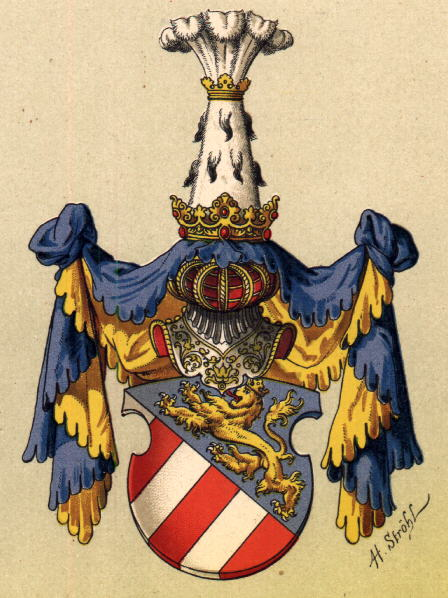
Escudo de armas del Condado de Goricia.

El Condado de Goricia (en alemán: Grafschaft Görz; en italiano: Contea di Gorizia; en esloveno: Goriška grofija; en friulano: Contee di Gurize) fue un condado en torno a Goricia, en este de la región italiana del Friul.
El primer conde del que se tiene mención histórica,  Meinhard I, se menciona ya en 1127. Las fronteras del condado cambiaron con frecuencia durante los cuatro siglos siguientes, a causa de las frecuentes guerras con el vecino estado del Patriarcado de Aquilea y otras potencias de la época, y también por la división del territorio en dos núcleos principales: uno situado en torno al alto Drava, cerca de Lienz, y el otro centrado en Goricia misma.
El condado alcanzó el cénit de su poder en la mitad del siglo XIII, cuando el condado se anexionó el Tirol y controlaba la marca de Treviso (marca Trevigiana), aunque por un breve período de tiempo. Después de la muerte del conde Enrique II, quien fue asesinado en 1323, el condado sufrió un rápido declive bajo la presión de sus poderosos vecinos, la República de Venecia y la Casa de Habsburgo.
En 1500, cuando murió el último conde de Goricia, Leonardo, el condado fue heredado por los Habsburgo, después Archiduques de Austria, a pesar de que también fue reivindicado por Venecia. 
Hasta 1747 Goricia formó un condado del Sacro Imperio Romano, regido por los archiduques de Austria, en el marco del Círculo austríaco. Estaba gobernado por un capitán. Su territorio incluía el valle superior del Isonzo, la región de Cormons, la llanura de   Cervignano hasta Aquilea, la fortaleza anteriormente veneciana de Gradisca, Duino y el Carso. El condado fue ocupado por la República de Venecia de 1508 a 1509.
En 1511 los Habsburgo separaron el territorio del sur de la provincia, creando la formación de nuevo Estado, el Condado de Gradisca. En 1747, sin embargo, las dos entidades estatales se unieron de nuevo para formar el Condado de Goricia y Gradisca.

## Condes de Goricia
(Desde el siglo XII al XV):
- Enghelberto I y  Meinhard I, hermanos, condes de  Lurn (1090-1121)[3]
- Meinhard I con su hijo Enrique I (1122-1139)
- Enrique I y Enghelberto II, hermanos (1139-1150)
- Enghelberto II (1150-1186)
- Enghelberto II con los niños  Meinhard II y  Enghelberto III (1186-1187)
- Meinhard II y  Enghelberto III, hermanos (1187-1220)
- Meinhard II y nietos  Meinhard III y Alberto I (1220-1232)
- Meinhard III y Alberto I, hermanos (1232-1250)
- Meinhard III (1250-1258)
- Meinhard IV y  Alberto II hijos de  Meinhard III (1258-1267)
- Meinhard IV recibe Tirol y  Alberto II recibe el condado de Goricia y Pisino y  Pusterthal  (1267-1271)
- Alberto II (1271-1295)
- Alberto II y su hijo  Enrique II (1295-1304)
- Enrique II y  Alberto III (1304-1323)
- Juan Enrique, hijo de  Enrique II (1323-1338)
- Alberto IV, Mainardo V y Enrique III hijos de  Alberto III (1338-1364)
- Alberto IV, Mainardo V, hermanos (1364-1374)
- Mainardo V (1374-1386)
- Enrique IV y Juan Mainardo, hijos de Mainardo V (1386-1429)
- Enrique IV (1430-1455)
- Juan, Ludovico y  Leonardo, los hijos de Enrique IV (1455-1457)
- Juan y  Leonardo, hermanos (1457-1462)
- Leonardo, el último superviviente (1462-1500)